# عملیات کتکیزم
عملیات کتکیزم (انگلیسی: Operation Catechism) عملیاتی در جنگ جهانی دوم بود که در آن بریتانیا با حمله هوایی نبردناو تیرپیتس متعلق به آلمان نازی را نابود کرد. عملیات در ۱۲ نوامبر ۱۹۴۴ توسط ۲۹ بمب‌افکن سنگین نیروی هوایی سلطنتی بریتانیا انجام شد. مکان عملیات در نزدیکی شهر نروژی ترومسه بود.